# Acaulopage gomphoclada
Acaulopage gomphoclada är en svampart som beskrevs av Drechsler 1942. Acaulopage gomphoclada ingår i släktet Acaulopage och familjen Zoopagaceae.   Inga underarter finns listade i Catalogue of Life.